# Tadjemout
Tadjemout là một đô thị thuộc tỉnh Laghouat, Algérie. Dân số thời điểm năm 2002 là 20.321 người.